# Stephen Sommers
Pour les articles homonymes, voir Sommers.
Stephen Sommers, né le 20 mars 1962, est un réalisateur, producteur et scénariste américain, connu pour le film d'aventures La Momie (1999) et sa suite Le Retour de la momie (2001). Il a aussi réalisé le film d'action/horreur Van Helsing (2004) et G.I. Joe : Le Réveil du Cobra (2009).

## Biographie
Stephen Sommers est né à Dayton, Ohio et a grandi à Saint-Cloud, au Minnesota. Il est diplômé de l'université de Collegeville, Minnesota, et l'Université de Séville en Espagne. Après avoir obtenu son diplôme, il a passé quatre ans comme acteur dans des troupes de théâtre et comme gérant de groupes de rock partout en Europe. Il est finalement retourné aux États-Unis et à Los Angeles, où il a participé à l'USC School of Cinematic Arts pendant trois ans, et remporta une maîtrise en écrivant et réalisant Perfect Alibi, qui remporta l'Oscar du meilleur court métrage en prises de vues réelles, c'était là-bas qu'il a rencontré Bob Ducsay, qui montera tous ses films.

## Carrière
Perfect Alibi a aidé Sommers à obtenir son indépendance financière pour écrire et réaliser son premier long-métrage, le film de course pour adolescents Catch Me If You Can, filmé pour 800 000 de dollars chez lui, à St. Cloud, Minnesota. Le film a été vendu au Festival de Cannes pour 7 millions de dollars, puis est sorti en vidéo plus tard aux États-Unis.
Presque quatre ans plus tard, ruiné et sur le point de perdre sa maison, il a écrit et a réalisé une adaptation du roman classique de Mark Twain Les Aventures de Huckleberry Finn pour Walt Disney Pictures, ainsi que Le Livre de la Jungle. Plus tard, il écrit les scénarios de Gunmen et de The Adventures of Tom and Huck pour, dont il a également assuré la production exécutive, et a travaillé comme scénariste chez Hollywood Pictures. Dans la même période, il a travaillé sur le scénario Tentacle, qu'il a ensuite réalisé sous le titre Un cri dans l'océan en 1998.
En 1999, il a écrit et réalisé pour Universal Studios un remake à gros budget de La Momie, avec Boris Karloff. La Momie fut un énorme succès, et Sommers reçut deux nominations au Saturn Awards en 2000, meilleur réalisateur et meilleur scénario. Une suite réussie, Le Retour de la momie, est sortie deux ans plus tard, et il a aussi coécrit et produit Le Roi Scorpion, une suite dérivée du deuxième film.
En 2004, Sommers a fondé sa propre société de production avec son associé de production Bob Ducsay, The Sommers Company, et retourne aux cinéma avec Van Helsing, un film racontant l'histoire du légendaire chasseur de vampires Gabriel Van Helsing contre le triumvirat des films de monstres de Universal: le Comte Dracula, le loup-garou, et le monstre de Frankenstein. Avant la sortie du film, Sommers et Ducsay ont commencé à développer pour NBC une série dérivée intitulée Transylvania. Aucun des personnages du film n'y apparait, mais la série (qui devait être réalisée dans les décors du film à Prague) devait raconter l'histoire d'un jeune cow-boy du Texas qui devient un shérif en Transylvanie, a des aventures bizarres, et rencontre des étranges créatures. Sommers et Ducsay auraient dû être les producteurs exécutifs, et Sommers écrit des scripts pour le pilote et les premiers épisodes, mais NBC a décidé de ne pas continuer la série.
En 2008 Sommers a choisi de produire le troisième film de la saga de La Momie, intitulé La Momie : La Tombe de l'empereur Dragon au lieu de reprendre son rôle de réalisateur.
Sommers a réalisé le film d'action G.I. Joe : Le Réveil du Cobra (G.I. Joe: The Rise of Cobra), produit par Paramount Pictures. Ce film, dont le budget était de 150 millions de dollars, atteint 302 139 942 $ de recettes à travers le monde.

## Filmographie
| Année | Film                                       | Crédité comme | Crédité comme | Crédité comme | Crédité comme |
| Année | Film                                       | Réalisateur   | Scénariste    | Producteur    | Autres        |
| ----- | ------------------------------------------ | ------------- | ------------- | ------------- | ------------- |
| 1989  | Catch Me If You Can                        | Oui           |               |               |               |
| 1993  | Les Aventures de Huckleberry Finn          | Oui           | Oui           |               |               |
| 1994  | Gunmen                                     |               | Oui           |               |               |
| 1994  | Le Livre de la jungle                      | Oui           | Oui           |               |               |
| 1996  | Les Aventures de Tom et Huck               |               | Oui           | Oui           |               |
| 1997  | Oliver Twist                               |               |               | Oui           |               |
| 1998  | Un cri dans l'océan                        | Oui           | Oui           |               |               |
| 1999  | La Momie                                   | Oui           | Oui           |               |               |
| 2000  | Running Away                               |               |               |               | Oui           |
| 2001  | Le Retour de la momie                      | Oui           | Oui           |               |               |
| 2002  | Le Roi Scorpion                            |               | Oui           | Oui           | Oui           |
| 2004  | Van Helsing                                | Oui           | Oui           | Oui           |               |
| 2004  | Van Helsing: The London Assignment         |               |               | Oui           |               |
| 2008  | La Momie : La Tombe de l'empereur Dragon   |               |               | Oui           | Oui           |
| 2008  | Le Roi Scorpion 2 : Guerrier de légende    |               |               | Oui           | Oui           |
| 2009  | G.I. Joe : Le Réveil du Cobra              | Oui           |               | Oui           |               |
| 2013  | Odd Thomas contre les créatures de l'ombre | Oui           | Oui           | Oui           |               |